# Липтон, Томас
Сэр То́мас Джо́нстон Ли́птон (Thomas Johnstone Lipton; 10 мая 1848, Глазго — 2 октября 1931, Лондон) — шотландский торговец и яхтсмен, создатель бренда чая «Липтон». Также он был самым стойким соперником в истории Кубка Америки.

## Биография

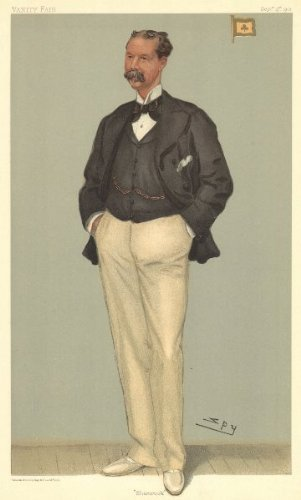
Сэр Томас Липтон

Томас Липтон родился 10 мая 1848 года в Глазго в Шотландии. Уже с пяти лет он помогал отцу в бакалейной лавке, а когда умерли его брат и сестра, он вынужден был оставить школу. В 16 лет он уехал в США, выполнял любую работу, но, в конце концов, стал продавцом в бакалейном отделе в нью-йоркском универмаге. Он получил возможность узнать работу универмагов изнутри.
В 1871 году он вернулся на родину, имея знания и 100 фунтов стерлингов. В Глазго он открыл собственный бакалейный магазин, в котором сам был управляющим, продавцом, закупщиком. Покупателей он привлекал невысокими ценами, красиво оформленными витринами. В 1881 году к Рождеству им была заказана самая большая в мире головка сыра, за которым сразу выстроились очереди. Липтон был способен на разные выдумки, и торговля шла успешно. К середине 1880-х годов он владел сетью магазинов по всей Великобритании, а в стремлении добиться качества продуктов по доступным ценам он перекупил большинство компаний, поставлявших ему продукты питания, включая плантации чая, кофе и какао на Цейлоне, мясохладобойни в Чикаго и британские предприятия по заготовке свинины.
В 1890 году Липтон сосредоточился на чайном бизнесе, благодаря которому его имя стало известно по всему миру. Он купил на Цейлоне пять чайных плантаций, на которых ставил эксперименты. Его цель — качественный чай по доступной цене. Он обходился без посредников, имея свои плантации и свой флот, и поэтому его чай был недорогим. Он упаковывал чай в картонные пачки, и сама упаковка была узнаваемой. Сама королева Виктория была большой поклонницей этого чая. В 1897 году Томас Липтон был посвящён в рыцари.
В 1909 году в Турине сэр Томас Липтон организовал футбольный турнир, который позже называли «Самый первый чемпионат мира». Итальянцы, немцы и швейцарцы прислали на этот турнир сильнейшие профессиональные клубы, однако английская федерация футбола в ответ на предложение сделать то же самое ответила отказом. Понимая, что без участия родоначальников футбола британцев турнир не может считаться серьёзным, Липтон пригласил для участия в турнире любительский футбольный клуб с северо-востока Англии под названием ФК «Вест Окленд» (West Auckland FC). Большую часть состава этой команды составляли рабочие угольных шахт, однако «Вест Окленд» выиграл турнир с участием профессионалов с континента. В 1911 году англичане вернулись в Италию защищать титул, завоёванный двумя годами ранее, и вновь выиграли турнир, победив в финале «Ювентус» с разгромным счётом 6:1.
Сэр Томас Липтон был членом масонской ложи Lodge Scotia № 178 в Глазго.
Скончался сэр Томас Липтон 2 октября 1931 года. Наследника у него не было, и его состояние было потрачено[кем?] на благотворительность.